# Terrareifen

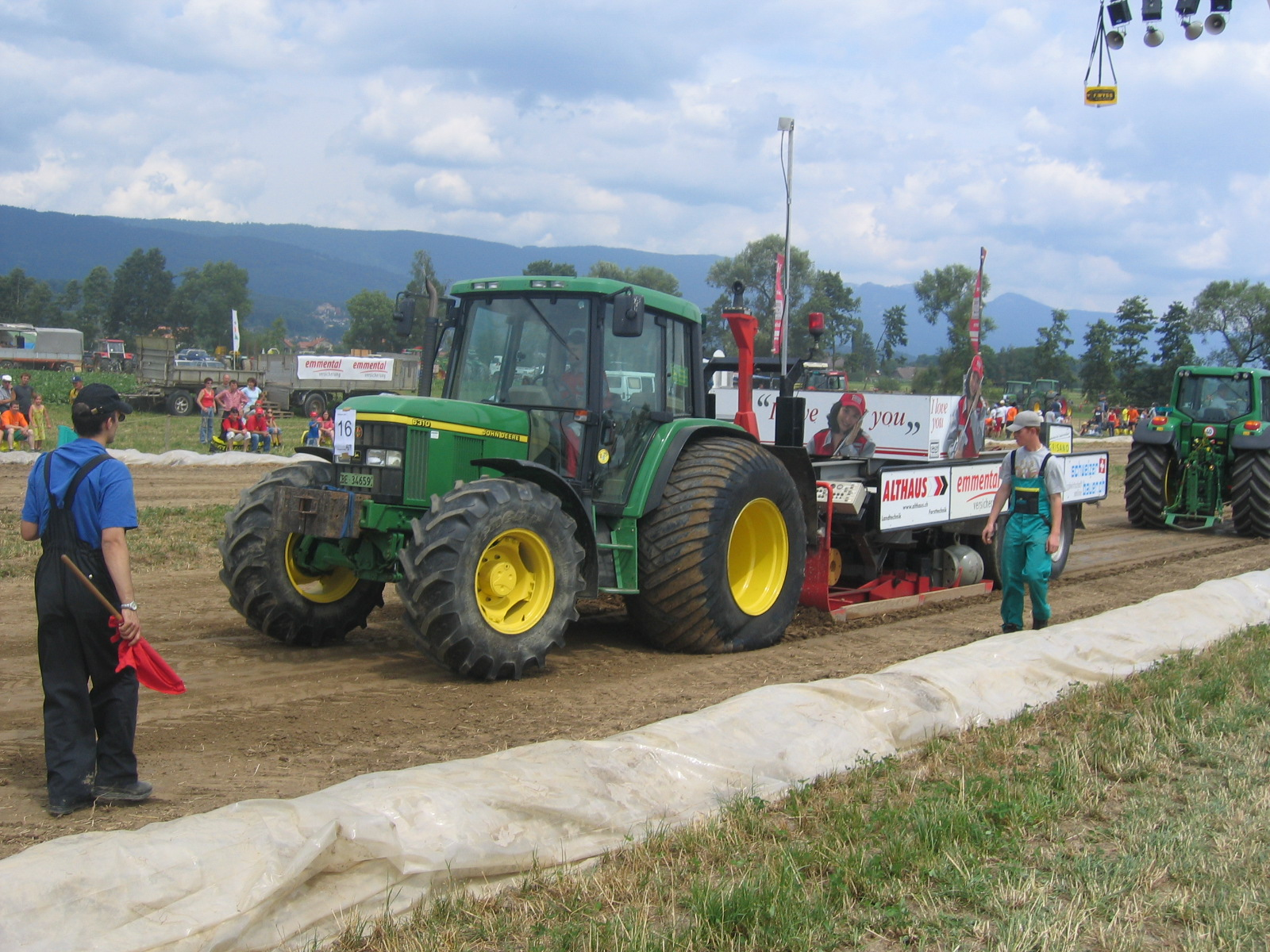
John Deere mit Terrareifen auf den Hinterrädern beim Tractorpulling

Bei Terrareifen handelt es sich um besonders breite Reifen, die auch mit verringertem Reifendruck gefahren werden können. Dadurch entsteht eine besonders breite Auflage auf dem Boden, so dass der spezifische Bodendruck geringer wird. Terrareifen werden bei landwirtschaftlichen Maschinen, zum Beispiel Traktoren, verwendet, um die Bodenverdichtung zu vermindern.
Terrareifen weisen bei Straßenfahrten einen höheren Verschleiß auf, daher haben sie in der Landwirtschaft keine weite Verbreitung gefunden.